# Fabian Rieder
Fabian Rieder (* 16. Februar 2002 in Koppigen) ist ein Schweizer Fussballspieler, der bei Stade Rennes unter Vertrag steht. Der Mittelfeldspieler ist seit November 2022 Schweizer A-Nationalspieler.

## Karriere

### Verein
Der in Koppigen geborene und aufgewachsene Fabian Rieder begann seine fussballerische Ausbildung beim lokalen Koppiger SV, wechselte aber bald in den Nachwuchs des FC Solothurn. Im Sommer 2017 verpflichtete ihn der BSC Young Boys, bei dem er in der Saison 2019/20 erstmals für die U-21-Mannschaft in der viertklassigen 1. Liga auflief. In der darauffolgenden Spielzeit 2020/21 übernahm er die Captainbinde in der Reservemannschaft und konnte sich mit seinen Leistungen rasch für die erste Mannschaft empfehlen. Aufgrund mehrerer Ausfälle auf seiner Position im zentralen Mittelfeld stand er im Alter von 18 Jahren beim torlosen Unentschieden gegen den Servette FC am 17. Oktober 2020 (4. Spieltag) in der Startelf und kam somit zu seinem Profidebüt in der Super League, der höchsten Schweizer Spielklasse. In seinem zweiten Einsatz fünf Tage später bei der 1:2-Heimniederlage gegen die AS Rom in der UEFA Europa League holte er den Penalty heraus, der zum einzigen Tor der Berner führte. In den nächsten Wochen etablierte er sich unter Cheftrainer Gerardo Seoane als Einwechselspieler. Im Januar 2021 schloss der BSC Young Boys mit Fabian Rieder einen bis Sommer 2024 laufenden Profivertrag ab. Mit den Young Boys wurde er 2021 Schweizer Meister.
In der Saison 2021/22 setzte er sich unter Cheftrainer David Wagner endgültig als Stammspieler durch, stand ab Dezember 2021 praktisch immer in der Startformation, spielte durch oder wurde im Laufe der zweiten Halbzeit ausgewechselt. Unterbrochen wurde dies nur durch die Bänderverletzung, die er sich am 19. März 2022 bei der 1:2-Heimniederlage gegen den FC Zürich zuzog; danach musste er zwei Spiele pausieren. Sein erstes Tor schoss er am 23. Oktober 2021 nur drei Minuten nach seiner Einwechslung beim 3:2-Sieg gegen den FC Lausanne-Sport.
Auch in der Saison 2022/23 unter Cheftrainer Raphael Wicky stand er praktisch immer in der Startelf, spielte durch oder wurde im Laufe der zweiten Halbzeit ausgewechselt. Im Juli 2022 wurde der Vertrag mit Rieder um ein Jahr bis Sommer 2025 verlängert. Er schoss nun auch regelmässig Tore, zwei im gleichen Spiel am 11. März 2023 beim 4:0-Sieg gegen den FC Sion, und konnte 2023 seinen zweiten Schweizer Meistertitel feiern.
Im August 2023 wechselte Rieder zu Stade Rennes. Zur Saison 2024/25 wechselte er auf Leihbasis zum VfB Stuttgart. Nach der Saison 2024/25 kehrte er zu Stade Rennes zurück.

### Nationalmannschaft
Rieder läuft seit der U-15 für den Schweizerischen Fussballverband auf. Mit der U-17 nahm er an der U-17-Europameisterschaft 2018 in England teil, wo er in zwei Gruppenspielen berücksichtigt wurde. Im Oktober 2020 spielte er einmal für die U-20-Auswahl.
Seit März 2021 ist er U-21-Nationalspieler und seit November 2022 Schweizer A-Nationalspieler. Am 28. November 2022 gab er in der WM-Endrunde bei der 0:1-Niederlage gegen Brasilien sein Debüt; er stand in der Startelf und wurde in der 59. Minute durch Edimilson Fernandes ausgewechselt. In den zwei weiteren Spielen der WM-Endrunde gegen Serbien (3:2-Sieg) und Portugal (1:6-Niederlage) war er im Aufgebot, kam aber nicht zum Einsatz. Bei den Spielen zur EM-Qualifikation am 25. März 2023 gegen Belarus (5:0-Sieg) wurde er in der 66. Minute für Granit Xhaka eingewechselt, am 28. März 2023 gegen Israel (3:0-Sieg) in der 74. Minute für Denis Zakaria.

## Titel
Schweiz
- Meister (3): 2021, 2023, 2024 (alle BSC Young Boys)
- Cupsieger: 2023 (BSC Young Boys)

Deutschland
- Cupsieger: 2025 (VfB Stuttgart)